# Rana halmaherica
Espèce
"Rana" halmaherica est une espèce d'amphibiens de la famille des Ranidae dont la position taxonomique est incertaine (incertae sedis).

## Répartition
Cette espèce a été découverte en Indonésie.

## Publication originale
- Deckert, 1938 : « Beiträge zur Osteologie und Systematik ranider Froschlurche ». Sitzungsberichte der Gesellschaft Naturforschender Freunde zu Berlin, vol. 1938, p. 127-184.